# レインボー・バタフライ・ユニコーン・キティ
『レインボー・バタフライ・ユニコーン・キティ』（Rainbow Butterfly Unicorn Kitty）は、アメリカ合衆国のテレビアニメ。

## 登場人物
フェリシティ
声:アレグラ・クラーク
虹、蝶、ユニコーンの血を引く、魔法の猫。
ミゲル
声:ウェイン・グレイソン
現実的で活動的でエネルギッシュな青色のアヌビス、チワワ、フェリシティの親友。
アテナ
声:ケイティ・レイ
学問に秀でたフクロウ。
ヤナ
声:ライラ・ベルジンス
おっちょこちょいなイエティ。